# サウサンプトンFC
サウサンプトン・フットボール・クラブ（英語: Southampton Football Club）は、イングランド・ハンプシャー州サウサンプトンをホームタウンとするプロサッカークラブ。2024-25シーズンはプレミアリーグに所属する。

## 概要
愛称はセインツ（The Saints）。主な獲得タイトルは1976年のFAカップ優勝で、リーグ戦の最高順位は1983-84シーズンの2位である。ホームグラウンドはセント・メリーズ・スタジアム（収容人数32,505人）。2001年に旧ホームグラウンドのザ・デルから移転した。
アカデミー（ユース組織）に定評があり、ジェームズ・ウォード＝プラウズや、セオ・ウォルコット、アダム・ララーナ、アレックス・オックスレイド＝チェンバレン（いずれもイングランド代表）、ガレス・ベイル（ウェールズ代表）、クリス・ベアード（北アイルランド代表）をはじめ、ウェイン・ブリッジ（元イングランド代表）、アンドリュー・サーマン（元U-21イングランド代表）、ネイサン・ダイアーなどといった有望な選手を輩出していることで知られる。また、ニューカッスル・ユナイテッドの英雄で元イングランド代表のアラン・シアラーもサウサンプトンのユース出身である。
同じイギリス南部の港湾都市であるポーツマスとの対戦はサウスコーストダービーと呼ばれるが、入れ替わるように昇降格したり、ポーツマスが4部まで低迷したりする中で、近年はリーグでの対戦が行われていない。

## 歴史

### 創成期
1885年にセントメリーズ教会が設けた "St. Mary's Young Men's Association F.C.（St. Mary's Y.M.A.）" として創設された。その後2回の改名を経て、1896-97シーズンにサザンフットボールリーグを制したのちに現在の名称となった。1898年、ホームスタジアムを街の中心の北西に新たに建設したザ・デルに移転した。

### フットボールリーグへの参加

1921年から現在までの順位の変遷

1920年、新たに創設されたフットボールリーグ3部に参加。翌1921-22シーズン、フットボールリーグ3部は南北に分かれるが、サウス・ディビジョンで優勝してリーグ2部に昇格した。その後、31年間2部に在籍したが、1952-53シーズンを22チーム中21位で終了し、再びリーグ3部に降格した。1959-60シーズンに3部で優勝し、フットボールリーグ2部に復帰すると、1965-66シーズン、シーズン30ゴールを挙げたマーティン・チヴァーズの活躍もあって、2部を2位で終了し、クラブ創設以来初のリーグ1部昇格を果たした。しかし、1973-74シーズン、22チーム中20位となって再びフットボールリーグ2部に降格した。

### FAカップ優勝の栄光
1976年5月1日、大方の予想を覆して、ボビー・ストークスのゴールによりマンチェスター・ユナイテッドを1-0で下してFAカップに優勝した。これがクラブが唯一獲得した主要タイトルである。翌1976-77シーズンにはUEFAカップウィナーズカップに出場し、準々決勝に進出した。

### トップフライトの時代
1977-78シーズン、主将アラン・ボールを中心としたチームは2位でフットボールリーグ2部を終え、フットボールリーグ1部に再び昇格した。以来、1978-79シーズンから2004-05シーズンまでトップディビジョンに所属し、1983-84シーズンにはチーム史上最高順位である2位となった。
1990年代には成績がやや低迷したが、その中で活躍したのがクラブのレジェンド、マット・ル・ティシエであった。ル・ティシエは、1986年のデビュー以来、2002年の引退までサウサンプトン一筋で活躍して209ゴールを挙げ、"Le God"と呼ばれた。
2000年代に入り、2001年8月にホームスタジアムを103年間使用したザ・デルからセント・メリーズ・スタジアムに移転した。2002-03シーズンにはFAカップで準優勝し、翌2003-04シーズンのUEFAカップに出場した。しかし、2004-05シーズンは成績が振るわず、2004年12月には前月にライバルチームのポーツマスの監督を辞任したばかりのハリー・レドナップが監督に就任してチームのてこ入れを図ったが、その甲斐もなく、2005年5月15日、セント・メリーズ・スタジアムで行われた最終節でマンチェスター・ユナイテッドに1-2で敗れ、20位（最下位）でシーズンを終了し、27年間所属したトップディビジョンからチャンピオンシップ（2部）に降格することとなった。

### クラブ低迷期 -運営会社の倒産、リーグ1への降格-
チャンピオンシップ1年目となった2005-06シーズンは、2005年8月29日のコヴェントリー・シティ戦から2006年3月28日のバーンリー戦まで35試合でわずか5勝しかできず、1部昇格どころか2部残留も危ぶまれたが、最後の6試合で5勝してシーズンを12位で終了し、降格を免れた。なお、シーズン中の2005年12月、ハリー・レドナップは辞任して再びポーツマスの監督に復帰した。2006年1月、期待の若手のセオ・ウォルコット（当時16歳）が報酬500万ポンドから1200万ポンドという条件でアーセナルに移籍した。

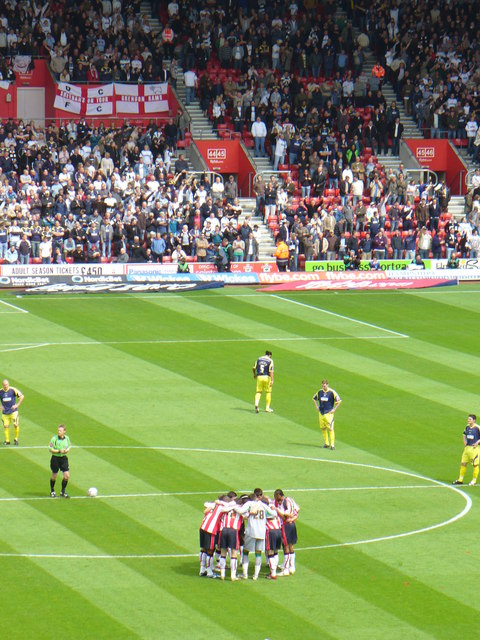
2007年5月、ダービー・カウンティ戦のキックオフ前に円陣を組むサウサンプトンの選手達

2006-07シーズンはポーランド人ストライカーのグジェゴシュ・ラシャク、マレク・サガノフスキ、当時17歳のガレス・ベイルの活躍もあって、6位で終了して昇格プレーオフに出場するも、準決勝でPK戦の末にダービー・カウンティに敗れて昇格を逃した。翌2007-08シーズンは、クラブの財政状況の悪化を防ぐためにガレス・ベイル、ケンウィン・ジョーンズなどの主力選手を売却せざるを得なくなったこともあり、一転して残留争いに巻き込まれ、最終節でシェフィールド・ユナイテッドに3-2で勝利してようやく残留を決めた。ところが、翌2008-09シーズンには運営会社が会社再建手続に入ったため勝ち点10を剥奪された結果、23位で終了してリーグ1（3部）に降格し、2009-10シーズンも勝ち点-10からスタートすることとなった。

### プレミアリーグへの復帰
2009年7月8日、ドイツ生まれのスイス人ビジネスマンのマルクス・リーブヘルがクラブを買収したことからクラブは転機を迎える。9日、当時の監督マルク・ヴォッテは解任され、17日にアラン・パーデューが監督に就任し、2009-10シーズン開幕直後の8月10日にはブリストル・ローヴァーズからストライカーのリッキー・ランバートを約100万ポンドで獲得した。2009-10シーズンは、シーズン後半に追い上げを見せたものの、勝ち点-10の影響は大きく、プレーオフ圏内である6位と勝ち点差7の7位で終了した。ただ、カップ戦では、2010年3月28日にウェンブリー・スタジアムでカーライル・ユナイテッドを4-1で下して、フットボールリーグトロフィーで優勝し、1976年のFAカップ優勝以来のタイトルを獲得した。
クラブ創設125周年となる2010-11シーズンは、2010年8月にオーナーのマルクス・リーブヘルが死去するという悲運に見舞われたが、9月にナイジェル・アドキンスが3年契約で監督に就任してから調子を上げ、リーグ1を2位で終了してチャンピオンシップに昇格した。
翌2011-12シーズンは、U-21イングランド代表で前シーズン41試合に出場して10ゴールを挙げ、チャンピオンシップ昇格に貢献したアレックス・オックスレイド＝チェンバレンが1500万ポンドでアーセナルに移籍したが、開幕当初から快進撃を続けた。12月から1月にかけて一時調子を落とすが、その後再び勢いを取り戻し、シーズンを通じて一度も自動昇格圏の2位より下位に落ちることなく、2012年4月28日、最終節でコヴェントリー・シティに4-0で勝利したことで2位を確定させ、8年ぶりにプレミアリーグ復帰を決めた。なお、この試合、セント・メリーズ・スタジアムにはクラブ最多観客動員となる32,363人が詰めかけた。このシーズン、リッキー・ランバートは27ゴールを挙げて最近4シーズンで3度目の得点王となり、昇格の原動力となったほか、11ゴールを挙げ、最終節のコヴェントリー・シティ戦でも得点したアダム・ララーナ、チェルシーユース出身の新加入選手でチーム唯一のリーグ戦全試合出場を果たしたジャック・コークらも昇格に大きく貢献した。
2013年1月18日、ナイジェル・アドキンスは解任され、エスパニョールの前監督であるマウリシオ・ポチェッティーノが監督に就任した。移籍市場ではデヤン・ロブレン、ビクター・ワニアマ、パブロ・オスバルドを獲得。
2014年5月27日、ポチェッティーノが辞任しトッテナム・ホットスパーFCの監督に就任。
2014年6月16日、オランダ人のロナルド・クーマンが監督に就任。契約期間は3年。
2014年夏の移籍市場では、アダム・ララーナ、リッキー・ランバート、ルーク・ショー、デヤン・ロヴレンといった主力が退団した。一方でトビー・アルデルヴェイレルト、ライアン・バートランド、サディオ・マネ、ドゥシャン・タディッチ、グラツィアーノ・ペッレ、フレイザー・フォースター、シェーン・ロングら実力者を多く獲得し、冬の移籍市場ではエルイェロ・エリア、フィリップ・ジュリチッチを獲得。
2015-16シーズンはアルデルヴェイレルト、ナサニエル・クライン、モルガン・シュネデルランらが退団した。代わりにマールテン・ステケレンブルフ、オリオール・ロメウ、フィルジル・ファン・ダイク、セドリック・ソアレス、フアンミ、ヨルディ・クラーシらを獲得し、冬の移籍市場ではクイーンズ・パーク・レンジャーズからチャーリー・オースティンを獲得した。
2016-17シーズンよりクロード・ピュエルが監督に就任。夏の移籍市場では、ネイサン・レドモンドや、ピエール・エミール・ホイビュルク、ソフィアン・ブファルらを獲得し、冬の移籍市場ではイタリア代表FWのマノロ・ガッビアディーニを獲得した。フットボールリーグカップではファイナルまで進んだものの、マンチェスター・ユナイテッドに2-3で敗れた。
2019-20シーズンは、2019年10月25日にホームでレスター・シティに0-9と大敗を喫した。
2020-21シーズンは、2021年2月2日にアウェーでマンチェスター・ユナイテッドに0-9と大敗を喫した。
2022-23シーズンは、11年間とどまり続けたプレミアリーグからの降格が決定した。
2023-24シーズンは4位で昇格プレーオフに進出。準決勝で5位のWBAを下すと、決勝で3位のリーズ・ユナイテッドを破り、1年でのプレミア復帰を決めた。翌シーズンはライバルのポーツマスが久々の2部復帰を決めていたが、またしてもすれ違う形となった。

## クラブ名の変遷
- 1885年 - 1887年：セント・メリーズ・ヤングメンズAFC
- 1887年 - 1894年：セント・メリーズFC
- 1894年 - 1897年：サウサンプトン・セント・メリーズFC
- 1897年 -：サウサンプトンFC

## タイトル

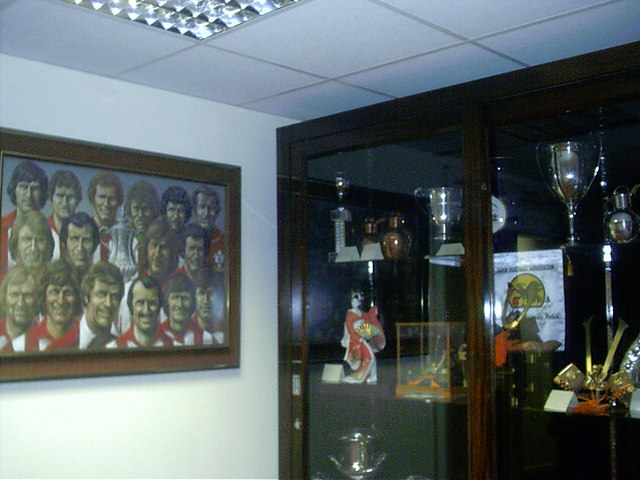
セント・メリーズ・スタジアム内にあるクラブのトロフィーキャビネット

### 国内タイトル
- FAカップ: 1回
  - 1975-76

- フットボールリーグトロフィー: 1回
  - 2009-10

### 国際タイトル
- なし

## 過去の成績
| シーズン | リーグ             | リーグ | リーグ | リーグ | リーグ | リーグ | リーグ | リーグ | リーグ | FAカップ     | リーグカップ | 欧州カップ | 欧州カップ     | 監督                                                                           | 最多得点者                                     | 最多得点者 |
| シーズン | ディビジョン       | 試     | 勝     | 引     | 負     | 得     | 失     | 点     | 順位   | FAカップ     | リーグカップ | 欧州カップ | 欧州カップ     | 監督                                                                           | 選手                                           | 得点数     |
| -------- | ------------------ | ------ | ------ | ------ | ------ | ------ | ------ | ------ | ------ | ------------ | ------------ | ---------- | -------------- | ------------------------------------------------------------------------------ | ---------------------------------------------- | ---------- |
| 1992-93  | プレミアリーグ     | 42     | 13     | 11     | 18     | 54     | 61     | 50     | 18位   | 3回戦敗退    | 3回戦敗退    |            |                | イアン・ブランフット                                                           | マット・ル・ティシエ                           | 18         |
| 1993-94  | プレミアリーグ     | 42     | 12     | 7      | 23     | 49     | 66     | 43     | 18位   | 3回戦敗退    | 2回戦敗退    |            |                | イアン・ブランフットアラン・ボール                                             | マット・ル・ティシエ                           | 25         |
| 1994-95  | プレミアリーグ     | 42     | 12     | 18     | 12     | 61     | 63     | 54     | 10位   | 5回戦敗退    | 3回戦敗退    |            |                | アラン・ボール                                                                 | マット・ル・ティシエ                           | 29         |
| 1995-96  | プレミアリーグ     | 38     | 9      | 11     | 18     | 34     | 52     | 38     | 17位   | 準々決勝敗退 | 4回戦敗退    |            |                | デイビット・マリントン                                                         | ニール・シッパリー                             | 12         |
| 1996-97  | プレミアリーグ     | 38     | 10     | 11     | 17     | 50     | 56     | 41     | 16位   | 3回戦敗退    | 準々決勝敗退 |            |                | グレアム・スーネス                                                             | マット・ル・ティシエ                           | 17         |
| 1997-98  | プレミアリーグ     | 38     | 14     | 6      | 18     | 50     | 55     | 48     | 12位   | 3回戦敗退    | 4回戦敗退    |            |                | デイブ・ジョーンズ                                                             | マット・ル・ティシエ                           | 14         |
| 1998-99  | プレミアリーグ     | 38     | 11     | 8      | 19     | 37     | 64     | 41     | 17位   | 3回戦敗退    | 2回戦敗退    |            |                | デイブ・ジョーンズ                                                             | エギル・オステンスタッド                       | 8          |
| 1999-00  | プレミアリーグ     | 38     | 12     | 8      | 18     | 45     | 62     | 44     | 15位   | 4回戦敗退    | 4回戦敗退    |            |                | デイブ・ジョーンズグレン・ホドル                                               | マリアン・パハース                             | 13         |
| 2000-01  | プレミアリーグ     | 38     | 14     | 10     | 14     | 40     | 48     | 52     | 10位   | 5回戦敗退    | 3回戦敗退    |            |                | グレン・ホドル                                                                 | ジェームズ・ビーティー                         | 12         |
| 2001-02  | プレミアリーグ     | 38     | 12     | 9      | 17     | 46     | 54     | 45     | 11位   | 3回戦敗退    | 3回戦敗退    |            |                | スチュアート・グレイゴードン・ストラカン                                       | マリアン・パハース                             | 16         |
| 2002-03  | プレミアリーグ     | 38     | 13     | 13     | 12     | 43     | 46     | 52     | 8位    | 準優勝       | 3回戦敗退    |            |                | ゴードン・ストラカン                                                           | ジェームズ・ビーティー                         | 24         |
| 2003-04  | プレミアリーグ     | 38     | 12     | 11     | 15     | 44     | 45     | 47     | 12位   | 3回戦敗退    | 準々決勝敗退 | UC         | 1回戦敗退      | ゴードン・ストラカンポール・スタロック                                         | ジェームズ・ビーティー                         | 17         |
| 2004-05  | プレミアリーグ     | 38     | 6      | 14     | 18     | 45     | 66     | 32     | 20位   | 準々決勝敗退 | 4回戦敗退    |            |                | ポール・スタロックスティーブ・ウィグリーハリー・レドナップ                     | ピーター・クラウチ                             | 16         |
| 2005-06  | チャンピオンシップ | 46     | 13     | 19     | 14     | 49     | 50     | 58     | 12位   | 5回戦敗退    | 4回戦敗退    |            |                | ハリー・レドナップジョージ・バーリー                                           | リカルド・フラー                               | 9          |
| 2006-07  | チャンピオンシップ | 46     | 21     | 12     | 13     | 77     | 53     | 75     | 6位    | 4回戦敗退    | 3回戦敗退    |            |                | ジョージ・バーリー                                                             | グジェゴシュ・ラシャク                         | 21         |
| 2007-08  | チャンピオンシップ | 46     | 13     | 15     | 18     | 56     | 72     | 54     | 20位   | 5回戦敗退    | 1回戦敗退    |            |                | ジョージ・バーリーナイジェル・ピアソン                                         | スターン・ジョン                               | 19         |
| 2008-09  | チャンピオンシップ | 46     | 10     | 15     | 21     | 46     | 69     | 45     | 23位   | 3回戦敗退    | 3回戦敗退    |            |                | ヤン・ポールトフリートマルク・ヴォッテ                                         | デイビッド・マクゴールドリック                 | 14         |
| 2009-10  | リーグ1            | 46     | 23     | 14     | 9      | 85     | 47     | 73     | 7位    | 5回戦敗退    | 2回戦敗退    |            |                | アラン・パーデュー                                                             | リッキー・ランバート                           | 36         |
| 2010-11  | リーグ1            | 46     | 28     | 8      | 10     | 86     | 38     | 92     | 2位    | 4回戦敗退    | 2回戦敗退    |            |                | アラン・パーデューディーン・ウィルキンスナイジェル・アドキンス                 | リッキー・ランバート                           | 21         |
| 2011-12  | チャンピオンシップ | 46     | 26     | 10     | 10     | 85     | 46     | 88     | 2位    | 4回戦敗退    | 4回戦敗退    |            |                | ナイジェル・アドキンス                                                         | リッキー・ランバート                           | 31         |
| 2012-13  | プレミアリーグ     | 38     | 9      | 14     | 15     | 49     | 60     | 41     | 14位   | 3回戦敗退    | 4回戦敗退    |            |                | ナイジェル・アドキンスマウリシオ・ポチェッティーノ                             | リッキー・ランバート                           | 15         |
| 2013-14  | プレミアリーグ     | 38     | 15     | 11     | 12     | 54     | 46     | 56     | 8位    | 5回戦敗退    | 4回戦敗退    |            |                | マウリシオ・ポチェッティーノ                                                   | ジェイ・ロドリゲス                             | 17         |
| 2014-15  | プレミアリーグ     | 38     | 18     | 6      | 14     | 54     | 33     | 60     | 7位    | 4回戦敗退    | 準々決勝敗退 |            |                | ロナルド・クーマン                                                             | グラツィアーノ・ペッレ                         | 16         |
| 2015-16  | プレミアリーグ     | 38     | 18     | 9      | 11     | 59     | 41     | 63     | 6位    | 3回戦敗退    | 5回戦敗退    | EL         | プレーオフ敗退 | ロナルド・クーマン                                                             | サディオ・マネ                                 | 15         |
| 2016-17  | プレミアリーグ     | 38     | 12     | 10     | 16     | 41     | 48     | 46     | 8位    | 4回戦敗退    | 準優勝       | EL         | GL敗退         | クロード・ピュエル                                                             | チャーリー・オースティン                       | 9          |
| 2017-18  | プレミアリーグ     | 38     | 7      | 15     | 16     | 37     | 56     | 36     | 17位   | 準決勝敗退   | 2回戦敗退    |            |                | マウリシオ・ペジェグリーノマーク・ヒューズ                                     | チャーリー・オースティンドゥシャン・タディッチ | 7          |
| 2018-19  | プレミアリーグ     | 38     | 9      | 12     | 17     | 45     | 65     | 39     | 16位   | 3回戦敗退    | 4回戦敗退    |            |                | マーク・ヒューズラルフ・ハーゼンヒュットル                                     | ネイサン・レドモンド                           | 9          |
| 2019-20  | プレミアリーグ     | 38     | 15     | 7      | 16     | 51     | 60     | 52     | 11位   | 4回戦敗退    | 4回戦敗退    |            |                | ラルフ・ハーゼンヒュットル                                                     | ダニー・イングス                               | 25         |
| 2020-21  | プレミアリーグ     | 38     | 12     | 7      | 19     | 47     | 68     | 43     | 15位   | 準決勝敗退   | 2回戦敗退    |            |                | ラルフ・ハーゼンヒュットル                                                     | ダニー・イングス                               | 13         |
| 2021-22  | プレミアリーグ     | 38     | 9      | 13     | 16     | 43     | 67     | 40     | 15位   | 準々決勝敗退 | 4回戦敗退    |            |                | ラルフ・ハーゼンヒュットル                                                     | ジェームズ・ウォード＝プラウズ                 | 10         |
| 2022-23  | プレミアリーグ     | 38     | 6      | 7      | 25     | 36     | 73     | 25     | 20位   | 5回戦敗退    | 準決勝敗退   |            |                | ラルフ・ハーゼンヒュットルルベン・セイエスネイサン・ジョーンズルベン・セイエス | ジェームズ・ウォード＝プラウズ                 | 9          |
| 2023-24  | チャンピオンシップ | 46     | 26     | 9      | 11     | 87     | 63     | 87     | 4位    | 5回戦敗退    | 1回戦敗退    |            |                | ラッセル・マーティン                                                           | アダム・アームストロング                       | 21         |
| 2024-25  | プレミアリーグ     |        |        |        |        |        |        |        | 20位   |              |              |            |                |                                                                                |                                                |            |

| 優勝 | 準優勝 | 昇格 | 降格 |

## 欧州の成績
| シーズン | 大会                                 | ラウンド   | 対戦相手                     | ホーム | アウェー | 合計    |  |
| -------- | ------------------------------------ | ---------- | ---------------------------- | ------ | -------- | ------- |  |
| 1969-70  | インターシティーズ・フェアーズカップ | 1回戦      | ローゼンボリ                 | 2-0    | 0-1      | 2-1     |  |
| 1969-70  | インターシティーズ・フェアーズカップ | 2回戦      | ヴィトーリア・ギマランイス   | 5-1    | 3-3      | 8-4     |  |
| 1969-70  | インターシティーズ・フェアーズカップ | 3回戦      | ニューカッスル・ユナイテッド | 1-1    | 0-0      | 1-1 (a) |  |
| 1971-72  | UEFAカップ                           | 1回戦      | アスレティック・ビルバオ     | 2-1    | 0-2      | 2-3     |  |
| 1976-77  | UEFAカップウィナーズカップ           | 1回戦      | マルセイユ                   | 4-0    | 1-2      | 5-2     |  |
| 1976-77  | UEFAカップウィナーズカップ           | 2回戦      | キャリック・レンジャーズ     | 4-1    | 5-2      | 9-3     |  |
| 1976-77  | UEFAカップウィナーズカップ           | 準々決勝   | アンデルレヒト               | 2-1    | 0-2      | 2-3     |  |
| 1981-82  | UEFAカップ                           | 1回戦      | リムリック                   | 1-1    | 3-0      | 4-1     |  |
| 1981-82  | UEFAカップ                           | 2回戦      | スポルティングCP             | 2-4    | 0-0      | 2-4     |  |
| 1982-83  | UEFAカップ                           | 1回戦      | ノルシェーピン               | 2-2    | 0-0      | 2-2 (a) |  |
| 1984-85  | UEFAカップ                           | 1回戦      | ハンブルガー                 | 0-0    | 0-2      | 0-2     |  |
| 2003-04  | UEFAカップ                           | 1回戦      | FCSB                         | 1-1    | 0-1      | 1-2     |  |
| 2015-16  | UEFAヨーロッパリーグ                 | 予選3回戦  | フィテッセ                   | 3-0    | 2-0      | 5-0     |  |
| 2015-16  | UEFAヨーロッパリーグ                 | プレーオフ | ミッティラン                 | 1-1    | 0-1      | 1-2     |  |
| 2016-17  | UEFAヨーロッパリーグ                 | グループK  | インテル                     | 2-1    | 0-1      | 3位     |  |
| 2016-17  | UEFAヨーロッパリーグ                 | グループK  | スパルタ・プラハ             | 3-0    | 0-1      | 3位     |  |
| 2016-17  | UEFAヨーロッパリーグ                 | グループK  | ハポエル・ベエルシェバ       | 1-1    | 0-0      | 3位     |  |

## 現所属メンバー
プレミアリーグ2024-25シーズン 開幕戦フォーメーション（3-5-2）
2024年10月9日
注：選手の国籍表記はFIFAの定めた代表資格ルールに基づく。
| No. | Pos. |                | 選手名                            |
| --- | ---- | -------------- | --------------------------------- |
| 1   | GK   | イングランド   | アレックス・マッカーシー          |
| 2   | DF   | イングランド   | カイル・ウォーカー＝ピータース () |
| 3   | DF   | アイルランド   | ライアン・マニング                |
| 4   | MF   | イングランド   | フリン・ダウンズ                  |
| 5   | DF   | イングランド   | ジャック・スティーヴンス          |
| 6   | DF   | イングランド   | テイラー・ハーウッド＝ベリス      |
| 7   | MF   | ナイジェリア   | ジョー・アリボ ()                 |
| 8   | MF   | アイルランド   | ウィル・スモールボーン ()         |
| 9   | FW   | イングランド   | アダム・アームストロング          |
| 10  | MF   | イングランド   | アダム・ララーナ                  |
| 11  | FW   | スコットランド | ロス・スチュワート                |
| 12  | DF   | イングランド   | ロニー・エドワーズ                |
| 13  | GK   | イングランド   | ジョー・ラムリー                  |
| 14  | DF   | イングランド   | ジェームズ・ブリー                |
| 15  | DF   | イングランド   | ネイサン・ウッド ()               |
| 16  | DF   | 日本           | 菅原由勢                          |
| 17  | FW   | チリ           | ベン・ブレアトン                  |

| No. | Pos. |                  | 選手名                      |
| --- | ---- | ---------------- | --------------------------- |
| 18  | MF   | ポルトガル       | マテウス・フェルナンデス    |
| 19  | FW   | イングランド     | キャメロン・アーチャー ★    |
| 20  | MF   | ガーナ           | カマルディーン・スレマナ ★  |
| 21  | DF   | イングランド     | チャーリー・テイラー        |
| 22  | MF   | コートジボワール | マクスウェル・コルネ        |
| 23  | MF   | イングランド     | サミュエル・エドジー ()     |
| 24  | MF   | スコットランド   | ライアン・フレイザー        |
| 26  | MF   | フランス         | レスリー・ウゴチュク        |
| 27  | MF   | イングランド     | サミュエル・アモ・アメヨー  |
| 28  | DF   | スペイン         | フアン・ラリオス            |
| 30  | GK   | イングランド     | アーロン・ラムズデール      |
| 31  | GK   | アイルランド     | ギャヴィン・バズヌ ()       |
| 32  | FW   | ナイジェリア     | ポール・オヌアチュ          |
| 33  | MF   | イングランド     | タイラー・ディブリング      |
| 35  | DF   | ポーランド       | ヤン・ベドナレク            |
| 37  | DF   | ドイツ           | アルメル・ベラ＝コチャプ () |

※括弧内の国旗はその他の保有国籍を、星印はEU圏外選手を示す。
監督
- イヴァン・ユリッチ

### リザーブチーム
注：選手の国籍表記はFIFAの定めた代表資格ルールに基づく。
| No. | Pos. |              | 選手名         |
| --- | ---- | ------------ | -------------- |
| 34  | FW   | イングランド | ドム・バラード |

### ローン移籍
in
注：選手の国籍表記はFIFAの定めた代表資格ルールに基づく。
| No. | Pos. |                  | 選手名                                 |
| --- | ---- | ---------------- | -------------------------------------- |
| 22  | MF   | コートジボワール | マクスウェル・コルネ (ウェストハム・U) |
| 26  | MF   | フランス         | レスリー・ウゴチュク (チェルシー)      |

out
注：選手の国籍表記はFIFAの定めた代表資格ルールに基づく。
| No. | Pos. |                | 選手名                                 |
| --- | ---- | -------------- | -------------------------------------- |
| --  | FW   | ブラジル       | ジュアン (ギョズテペSK)                |
| --  | MF   | イングランド   | サミュエル・エドジー (アンデルレヒト)  |
| --  | MF   | 北アイルランド | シェイ・チャールズ (シェフィールド・W) |
| --  | MF   | 日本           | 松木玖生 (ギョズテペSK)                |

## スタジアムとトレーニング施設

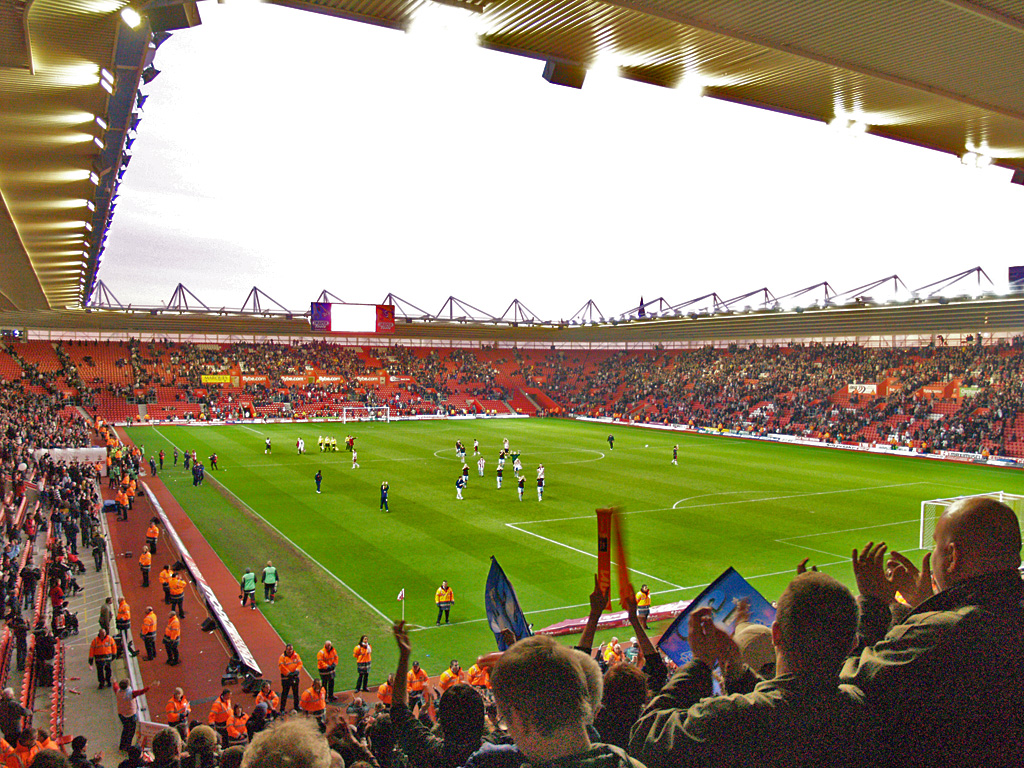
セント・メリーズ・スタジアム

クラブは1898年から103年間、ザ・デルをホームスタジアムにしていたが、2001年8月にセント・メリーズ・スタジアム（収容人数32,505人）に移転した。最多観客動員数は、2012年4月28日のチャンピオンシップ、コヴェントリー・シティ戦の32,363人である。
セント・メリーズ・スタジアムでは過去に国際試合も行われており、2002年には、イングランド代表 vs. マケドニア代表の試合が行われた。イングランド代表はデビッド・ベッカム、スティーヴン・ジェラードのゴールにより2-2で引き分けた。
「ステープルウッド」として知られるクラブのトレーニング施設はサウサンプトン近郊のマーチウッドにある。トレーニング施設は、ここ10年で多大な設備投資がされ、現在、国内でも有数の施設となっていたが、2009年12月8日、2階建ての最新鋭の建物に建て替えることが発表された。

## アンセム
クラブのアンセムは、スポーツの応援歌としてもポピュラーな「聖者の行進」（When the Saints Go Marching In）である。「聖者の行進」はプレミアリーグではトッテナムやリヴァプールなどもチャントに用いているが、サウサンプトンはニックネームが "The Saints" であるため、オリジナルの歌詞を変えずに使用している数少ないチームである。

## エンブレム
チームカラーの赤、白はサウサンプトン市の色である。当初エンブレムは町の紋章を使っていたが、1974-75シーズンにサポーターの投票でオリジナルのエンブレムが決まり、若干の変更以外基本デザインは変わっていない。サッカーボール上の金の輪はチームの愛称 "The Saints" から、ボール下のリボンはチームカラーそして選手とサポーターを示す。木はサウサンプトン近郊のニューフォレスト公園を示し、二本の波線は川と海が繋がるサウサンプトンの地を象徴する。白バラは町の紋章から受け継がれた。

## ダービーマッチ
サウサンプトンからわずか17マイル（約27km）の位置に本拠地を構えるポーツマスとは、その距離の近さといずれも港町であるということからライバル関係にある。ポーツマスとの一戦は「サウスコースト・ダービー（South Coast derby、ハンプシャー・ダービー）」と呼ばれ、過去71回の対戦でサウサンプトンの35勝21敗15引き分け（2019年現在）となっている。直近の対戦は、2019年9月にフラットン・パークで行われたアウェイゲーム(カラバオ・カップ)で4-0の勝利を収めた。

## クラブ各種記録
一試合最多得点勝利試合
- 14-0 vs ニューベリータウン 1894年10月13日（FAカップ予選ラウンド）

一試合最多失点敗戦試合
- 0-9 vs レスター・シティ 2019年10月25日プレミアリーグ[17]
- 0-9 vs マンチェスター・ユナイテッド 2021年2月2日プレミアリーグ

最多出場試合数
- テリー・ペイン – 809試合(1956-74)

最多得点
- ミック・シャノン – 227ゴール(1966-77、1979-82)

1シーズン最多得点
- デレク・リーヴス – 44ゴール (1959-60)

最も若い出場選手
- セオ・ウォルコット – 16歳143日 vs ウルヴァーハンプトン・ワンダラーズ, 2005年8月6日

最高額移籍選手（他チームへの移籍）
- アレックス・オックスレイド＝チェンバレン(2011年8月　→アーセナル)

ホーム最多観客動員試合
- 32,363人 vs コヴェントリー・シティ 2012年4月28日

連勝記録（リーグ戦）
- 10試合(2011年4月16日 – 2011年8月20日)

連続無敗記録
- 19試合(1921年9月5日 – 1921年12月31日)

## 歴代監督
- Cecil Knight 1894-1895
- Charles Robson 1895-1897
- Ernest Arnfield 1897-1911
- George Swift 1911-1912
- Ernest Arnfield 1912-1919
- Jimmy McIntyre 1919-1925
- Arthur Chadwick 1925-1931
- George Kay 1931-1936
- George Goss 1936-1937
- Tom Parker 1937-1943
- Arthur Dominy 1943-1946
- Bill Dodgin Senior 1946-1949
- Sid Cann 1949-1951
- George Roughton 1952-1955
- Ted Bates 1955-1973
- Lawrie McMenemy 1973-1985
- Chris Nicholl 1985-1991
- Ian Branfoot 1991-1994
- アラン・ボール 1994-1995
- David Merrington 1995-1996
- グレアム・スーネス 1996-1997
- Dave Jones 1997-2000
- グレン・ホドル 2000-2001
- スチュアート・グレイ 2001
- ゴードン・ストラカン 2001-2004
- ポール・スタロック 2004
- スティーブ・ウィグリー 2004
- ハリー・レドナップ 2004-2005
- ジョージ・バーリー 2005-2008
- ナイジェル・ピアソン 2008
- ヤン・ポールトフリート 2008-2009
- マルク・ヴォッテ 2009
- アラン・パーデュー 2009-2010
- ディーン・ウィルキンス 2010-2011
- ナイジェル・アドキンス 2011-2013
- マウリシオ・ポチェッティーノ 2013-2014
- ロナルド・クーマン 2014-2016
- クロード・ピュエル 2016-2017
- マウリシオ・ペジェグリーノ 2017-2018
- マーク・ヒューズ 2018
- ラルフ・ハーゼンヒュットル 2018-2022
- ルベン・セイエス (暫定) 2022
- ネイサン・ジョーンズ 2022-2023
- ルベン・セイエス (暫定) 2023
- ラッセル・マーティン（英語版） 2023-

## 歴代所属選手

### GK
- ピーター・シルトン 1982-1987
- デイヴ・ビーサント 1993-1997
- ブルース・グロベラー 1994-1996
- ポール・ジョーンズ 1997-2004
- アンティ・ニエミ 2002-2006
- アルトゥール・ボルツ 2012-2015

### DF
- デヴィッド・ワトソン　1979-1982
- ウェイン・ブリッジ 1997-2003
- ガレス・ベイル 2005-2007
- ポール・テルファー 2001-2005
- アレクサンデル・エストルンド 2004-2006
- ヨス・ホーイフェルト 2011-2015
- ダニエル・フォックス 2011-2014
- ルーク・ショー 2012-2014
- ナサニエル・クライン 2012-2014
- 吉田麻也 2012-2020
- カラム・チャンバース 2013-2014
- デヤン・ロヴレン 2013-2014
- ライアン・バートランド 2014-2021
- フローリン・ガルドシュ 2014-2018
- フィルジル・ファン・ダイク 2015-2017
- ヴェスレイ・フート 2017-2021

### MF
- マット・ル・ティシエ 1988-2002
- マット・オークリー 1994-2006
- アンデシュ・スヴェンソン 2001-2005
- ジェイミー・レドナップ 2005
- アダム・ララーナ 2006-2014,2024-
- モルガン・シュネデルラン 2008-2014
- ジャック・コーク 2011-2015
- スティーヴン・デイヴィス 2012-2019
- サフィル・タイデル 2014

### FW
- ミック・シャノン 1965-1977, 1979-1982
- ピーター・オスグッド 1974-1977
- ケビン・キーガン 1980-1982
- アラン・シアラー 1988-1992
- マーク・ヒューズ 1998-2000
- ジェームズ・ビーティー 1998-2004
- マリアン・パハース 1998-2006
- アグスティン・デルガド 2001-2004
- ピーター・クラウチ 2004-2005
- セオ・ウォルコット 2004-2006, 2020-
- リッキー・ランバート 2009-2014
- アレックス・オックスレイド＝チェンバレン 2010-2011
- ガストン・ラミレス 2012-2016
- パブロ・オスバルド 2013-2015
- サディオ・マネ 2014-2016
- 南野拓実 2021